# InsideOut Music
InsideOut Music é uma gravadora fundada na Alemanha, que se expandiu por toda a Europa, e associou-se na América com a InsideOut Music America. A gravadora especializou-se em artistas dos gêneros rock progressivo e metal progressivo.
O rótulo Revisited records pertence a InsideOut Music, e especializa-se no relançamento de álbuns dos gêneros Krautrock e progressivo eletrônico.

## Artistas
A InsideOut Music compreende todos os artistas da InsideOut Music na Europa e InsideOut Music America, nos Estados Unidos. A Revisited Records compreende alguns artistas na Alemanha.